# Swill Brook (Themse)
Der Swill Brook ist ein Zufluss der Themse in Wiltshire. Der Swill Brook wird in seinem Oberlauf auch als Braydon Brook bezeichnet, der aus verschiedenen unbenannten Zuflüssen um den Ort Crudwell entsteht. Der Swill Beck fließt in östlicher Richtung bis zu seiner Mündung in die Themse südlich von Ashton Keynes.